# 13365 Tenzinyama
13365 Tenzinyama (1998 UL20) là một tiểu hành tinh vành đai chính được phát hiện ngày 16 tháng 10 năm 1998 bởi T. Okuni ở Nanyo.